# Tilletia lineata
Tilletia lineata är en svampart som beskrevs av R.G. Shivas & Vánky 2001. Tilletia lineata ingår i släktet Tilletia och familjen Tilletiaceae.   Inga underarter finns listade i Catalogue of Life.